# Réserve provinciale Corazón de la Isla
La réserve provinciale Corazón de la Isla (en espagnol : Reserva Provincial Corazón de la Isla) est une réserve naturelle située dans la province de Terre de Feu en Patagonie argentine. Créée le 10 octobre 2000 par la loi Nº494/00, la réserve se trouve au centre de la Grande île de Terre de Feu (partie argentine) d’où l’origine de son nom qui signifie en français : « cœur de l’île ».